# Vélo Francette
La Vélo Francette ou V43 est une véloroute française qui part de Ouistreham (Calvados) et se termine à La Rochelle (Charente-Maritime). Longue de 651 km, elle relie la Normandie à l'Atlantique.
Cette véloroute porte le numéro 43 dans le schéma national des véloroutes et voies vertes. L'identifiant V43 est visible sur tous les panneaux indicateurs de la Vélo Francette.

## L'itinéraire
Les principales villes traversées sont :
- Ouistreham (Calvados)[1]
- Caen (Calvados)
- Flers (Orne)
- Domfront (Orne)
- Mayenne (Mayenne)[2]
- Laval (Mayenne)[2]
- Château-Gontier (Mayenne)[2]
- Angers (Maine-et-Loire)
- Saumur (Maine-et-Loire)
- Montreuil-Bellay (Maine-et-Loire)
- Thouars (Deux-Sèvres)
- Parthenay (Deux-Sèvres)
- Niort (Deux-Sèvres)
- Marans (Charente-Maritime)
- La Rochelle (Charente-Maritime)[1]

3 régions traversées :
- Normandie
- Pays de la Loire
- Nouvelle-Aquitaine

3 parcs naturels régionaux visités :
- Normandie-Maine
- Loire-Anjou-Touraine
- Marais Poitevin

## Les cours d'eau
Les principaux fleuves et rivières longés sont :
- Orne (fleuve)
- Noireau
- Varenne (affluent de la Mayenne)
- Mayenne (rivière)[2]
- Oudon (affluent de la Mayenne)
- Maine (affluent de la Loire)
- Loire
- Thouet
- Sèvre niortaise

## Fréquentation
En 2022, des compteurs indiquent entre 13 000 et 75 000 passages à différents endroits du Parc naturel régional du Marais poitevin.

## Variantes
La Vélo Francette propose deux variantes :
- de Pont-d'Ouilly à Flers par Condé-sur-Noireau ou par la Roche d'Oëtre,
- d'Angers à Saint-Mathurin-sur-Loire par Bouchemaine ou par Trélazé.

## Histoire
L'itinéraire est mis en place en 2015 le long de la Mayenne. Dans le Calvados, les travaux d'aménagement sont terminés en 2018.